# Stazione di Wollankstraße
La stazione di Wollankstraße è una stazione ferroviaria di Berlino. Sita nel quartiere di Pankow, prende il nome dalla strada Wollankstraße.
È posta sotto tutela monumentale (Denkmalschutz).

## Storia
La stazione iniziò a operare con il nome di Bahnhof Prinzenallee il 10 luglio 1877 lungo la Nordbahn (linea Berlino-Stralsund) sulla tratta che va da Berlino a Neubrandenburg. Nel 1893 venne rinominata Pankow (Nordbahn), mentre l'ex stazione ferroviaria di Pankow cambiò nome in Pankow-Schönhausen. La Nordbahn venne collegata alla S-Bahn di Berlino il 5 giugno 1925 e la stazione ricevette il nome definitivo di Wollankstraße il 3 ottobre 1937.
La stazione venne riaperta al traffico ferroviario a vapore l'11 giugno 1945: il 19 luglio 1945 riprese anche il servizio tramite treni elettrici. In seguito alla divisione della città la stazione finì per trovarsi nei pressi del confine tra Berlino Est e Berlino Ovest, sul lato orientale, nel quartiere berlinese di Pankow. Tra il 1961 e il 1989, periodo nel quale si trovò ad essere a ridosso del Muro di Berlino, la stazione fece parte della rete ferroviaria di Berlino Ovest e poteva essere raggiunta solo dai passeggeri dell'adiacente località di Gesundbrunnen a Berlino Ovest (allora parte del distretto di Wedding), attraverso un ingresso presente sul lato Ovest della città; tutte le entrate sul versante Est dell'edificio rimasero murate fino al 1989. Durante questo periodo, la stazione venne gestita e controllata da funzionari delle ferrovie della Germania Est. Ogni treno della S-Bahn di Berlino Ovest in transito tra le stazioni di Wollankstraße e Friedrichstraße era guidato da un dipendente delle ferrovie orientali, che finito il turno rientrava ogni sera nella propria abitazione a Berlino Est.

## Movimento
La stazione è servita dalle linee S 1, S 25 e S 26 della S-Bahn.

## Interscambi
- Fermata autobus